# Зідурі
Зідурі (рум. Ziduri) — село у повіті Бузеу в Румунії. Адміністративний центр комуни Зідурі.
Село розташоване на відстані 121 км на північний схід від Бухареста, 25 км на північний схід від Бузеу, 76 км на захід від Галаца, 121 км на схід від Брашова.

## Населення
За даними перепису населення 2002 року у селі проживала 1051 особа.
Національний склад населення села:
| Національність | Кількість осіб | Відсоток |
| -------------- | -------------- | -------- |
| румуни         | 981            | 93,3%    |
| цигани         | 70             | 6,7%     |

Рідною мовою назвали:
| Мова      | Кількість осіб | Відсоток |
| --------- | -------------- | -------- |
| румунська | 1038           | 98,8%    |
| циганська | 13             | 1,2%     |